# 1894-es műkorcsolya- és jégtánc-Európa-bajnokság
Az 1894-es műkorcsolya- és jégtánc-Európa-bajnokság volt a verseny negyedik kiírása. A versenyt 1894. január 28-án rendezték meg az Osztrák–Magyar Monarchia fővárosában Bécsben.

## Végeredmény
| # | Név                  | Ország                   |
| - | -------------------- | ------------------------ |
| 1 | Eduard Engelmann Jr. | Osztrák–Magyar Monarchia |
| 2 | Gustav Hügel         | Osztrák–Magyar Monarchia |
| 3 | Földváry Tibor       | Magyarország             |
| 4 | Georg Zachariades    | Osztrák–Magyar Monarchia |
| 5 | Carl Sage            | Osztrák–Magyar Monarchia |

## Bírók
| - Ehrlich J. - Oskar Uhlig - O. Rpp - R. Holletschek | - M. Mitscha - L. Friedemann - J. Schönbach - G. Wasmuth |